# TRICOM-1
TRICOM-1は2017年1月15日に内之浦宇宙空間観測所からSS-520ロケット4号機で打ち上げられた3Uのキューブサット。ロケットの不具合により軌道には投入されなかった。ここでは2018年2月3日に軌道投入に成功した代替機のTRICOM-1R（たすき）についても記載する。

## TRICOM-1
TRICOM（トリコム）という名称の由来は、情報を「取り込む」という事に由来する。ほどよし3号とほどよし4号での経験を基に東京大学で開発された。全長約30cm、幅約10cm、重量は3kgで、地上から送られてくるデータを収集して、一旦内部に貯め、衛星が地上の管制局の上空に差し掛かった際にそのデータを送信する、「ストア&フォワード」と呼ばれる中継衛星としての役割を備え、地表撮影用のカメラを備えていた。経済産業省が公募した宇宙開発事業の実証試験で4億円を出資していた。2017年1月15日午前8時33分に内之浦宇宙空間観測所からSS-520ロケットで打ち上げられたものの、1段の燃焼中であった打上げ20秒後に機体からのテレメータが受信できなくなり、安全に飛行しているか判断が出来なくなったので第2段モータへ点火されず、軌道には投入されなかった。

## TRICOM-1R
小型衛星TRICOM-1R（トリコム-ワン-アール）は、TRICOM-1の代替機で基本的にTRICOM-1と同じだが、打ち上げ直後の地上からの命令がない時点でも自動的に地上の観測ができるように仕様変更されている。2017年12月28日にSS-520ロケット5号機で打ち上げられる予定であったが、12月26日に不具合が発見されたため打ち上げが延期され、翌2018年になってから打ち上げ日が2月3日に再設定された。
2018年2月3日14時03分に打ち上げられ、7分半後に上段ロケットから切り離されたのち、約3時間後には予定通り電波が確認され、「たすき」と命名された。
当初、予定されていた軌道寿命約1か月を大幅に超えた約6か月に渡って地球軌道周回と運用を行い、2018年8月22日に大気圏に突入・消滅し、運用を終了した。

## 仕様
- 全長 - 346 mm[6]
- 幅約 - 116 mm[6]
- 重量 - 約3 kg[6]

### 搭載機器
- 電波中継器
- 地表撮影用のカメラ